# Stroncone
Stroncone är en ort och kommun i provinsen Terni i regionen Umbrien i Italien. Kommunen hade 4 781 invånare (2018).